# 6 tháng 4
Ngày 6 tháng 4 là ngày thứ 96 (97 trong năm nhuận) trong lịch Gregory. Còn 269 ngày trong năm 

## Sự kiện
- 1782 – Tướng Maha Kshatriyaseuk lật đổ Quốc vương Taksin, đăng cơ làm tân vương, tức là Rama I, sáng lập ra Vương triều Chakri, Triều đại cai trị Thái Lan cho đến nay.
- 1830 – Joseph Smith và những cộng sự thành lập Giáo hội của Chúa Giê Su Ky Tô tại New York, Hoa Kỳ.
- 1886 – Vancouver được hợp nhất thành một thành phố, nay là hạt nhân của vùng đô thị lớn thứ ba tại Canada.
- 1896 – Thế vận hội hiện đại đầu tiên được khai mạc tại Athena, Hy Lạp, với 14 quốc gia tham dự.
- 1920 – Một hội nghị hiến pháp diễn ra tại Verkhneudinsk tuyên bố thành lập Cộng hoà Viễn Đông, nhằm tạo vùng đệm giữa nước Nga Xô viết với khu vực do Nhật Bản kiểm soát.
- 1941 – Chiến tranh thế giới thứ hai: Quân đội Đức bắt đầu tiến công Nam Tư và Hy Lạp.
- 1955 – David Marshall nhậm chức thủ hiến thứ nhất của Singapore sau khi đảng của ông giành thắng lợi trong tổng tuyển cử lần đầu tiên tại đây.
- 1972 - Chiến tranh Việt Nam: miền Bắc Việt Nam chống Chiến tranh phá hoại lần hai.
- 1975 - Chiến tranh Việt Nam: cả nước bừng bừng khí thế cho Chiến dịch Mùa Xuân 1975.
- 1975 - Việt Nam Dân chủ Cộng hòa bầu cử Quốc hội khoá 5.
- 2009 – Một trận động đất có chấn tâm nằm tại vùng Abruzzo của Ý, khiến hơn 300 người thiệt mạng.

## Sinh
- 602 – Huyền Trang, cao tăng Trung Quốc, một trong bốn dịch giả lớn nhất, chuyên dịch kinh sách Phạn ngữ ra tiếng Hán (m. 664)
- 1780 – Nguyễn Phúc Cảnh, thụy phong Anh Duệ Hoàng thái tử, hoàng trưởng tử của vua Gia Long (m. 1801)
- 1958 – Phùng Quốc Hiển, Ủy viên Trung Ương Đảng, Phó Chủ tịch Quốc Hội Việt Nam
- 1983 – Nagata Mitsuru, cầu thủ bóng đá người Nhật Bản
- 1990 – Seo Ye-ji, nữ diễn viên người Hàn Quốc

## Mất
- 1854
  - Nguyễn Phúc Miên Cư, tước phong Quảng Trạch Quận công, hoàng tử con vua Minh Mạng (s. 16/10/1829)
  - Nguyễn Phúc Nhàn An, phong hiệu Phương Hương Công chúa, công chúa con vua Minh Mạng (s. 2/8/1832)
- 1951 – Cường Để, hoàng thân triều Nguyễn, người lãnh đạo một số phong trào chống thực dân Pháp tại Đông Dương vào thế kỷ 20
- 2022 – Vladimir Volfovich Zhirinovsky, là một chính khách người Nga, qua đời vì COVID-19 (s. 1946)[1]